# Zone dell'Etiopia
Le zone dell'Etiopia rappresentano il secondo livello di suddivisione amministrativa dell'Etiopia dopo le Regioni. Le Regioni sono quindi suddivise in zone (in amarico ዞን, zonə), in cui sono a loro volta racchiusi gli woreda (distretti) e i kebele (unità più piccole). Caso a parte alcuni woreda, i cosiddetti woreda speciali, che amministrativamente dipendono da una regione, e non da una zona.

Zone dell'Etiopia nel 2017 (all'interno delle regioni colorate)

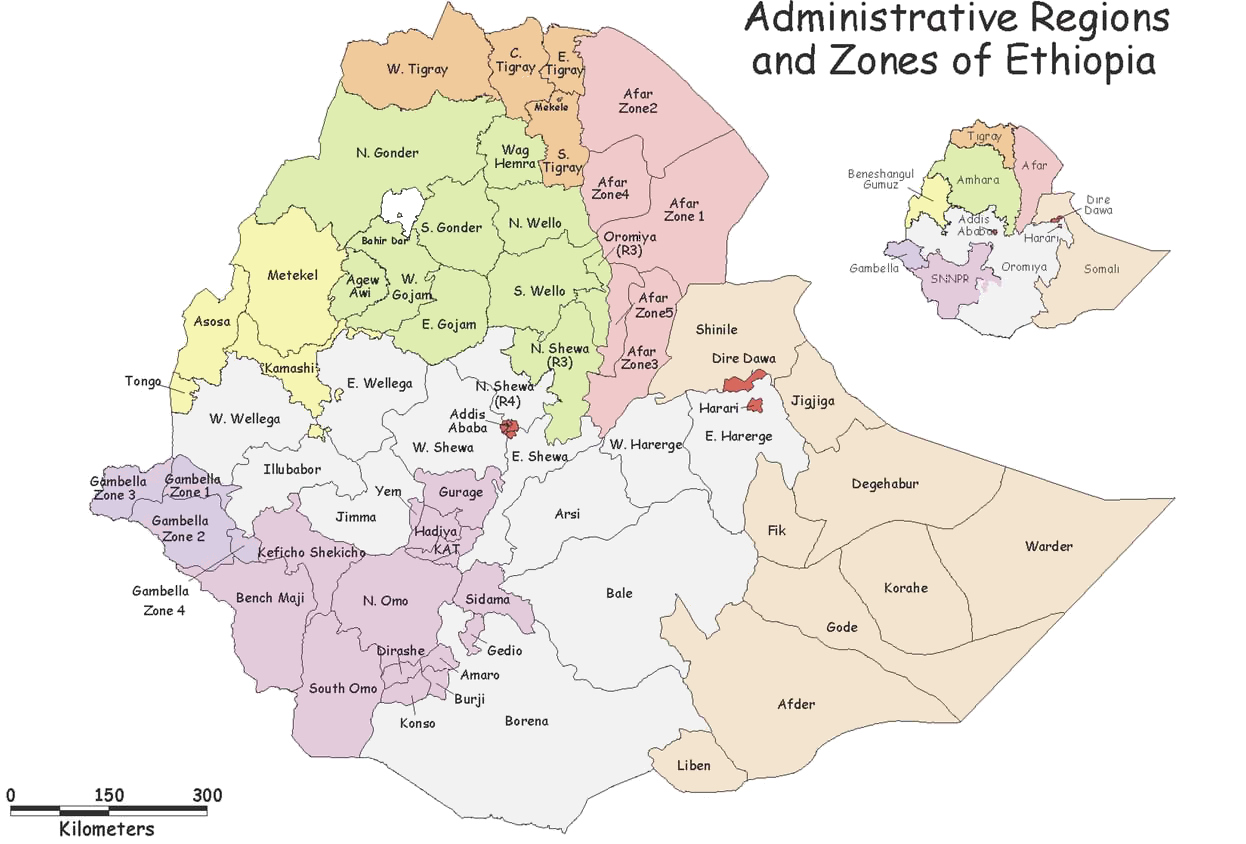
Zone dell'Etiopia nel 2000

## Zone per regioni
Di seguito sono riportate le zone d'Etiopia, che rappresentano il secondo livello di suddivisione amministrativa, elencate per regione di appartenenza.

### Città autonoma di Addis Abeba
- Nessuna zona

### Regione degli Afar
- Awsi
- Fanti
- Gabi
- Hari
- Kilbati

### Regione degli Amara
- Awi
- Gojam occidentale
- Gojam orientale
- Gondar centrale
- Gondar meridionale
- Gondar occidentale
- Gondar settentrionale
- Oromia
- Shewa settentrionale
- Wag Hemra
- Wello meridionale
- Wello settentrionale
- Argobba (woreda speciale)
- Bahar Dar (woreda speciale)

### Regione Benisciangul-Gumus
- Asosa
- Kemashi
- Metekel
- Mao Komo (woreda speciale)
- Pawe (woreda speciale)

### Città autonoma di Dire Daua
- Nessuna zona

### Regione di Gambella
- Agnewak
- Majang
- Nuwer
- Itang (woreda speciale)

### Regione di Harar
- Nessuna zona

### Regione delle Nazioni, Nazionalità e Popoli del Sud
- Amaro
- Gamo
- Gedeo
- Gofa
- Guraghe
- Hadiya
- Halaba
- Kembata Timbaro
- Konso
- Omo meridionale
- Siltie
- Wolayita
- Alle (woreda speciale)
- Basketo (woreda speciale)
- Burji (woreda speciale)
- Derashe (woreda speciale)
- Yem (woreda speciale)

### Regione di Oromia
- Arsi
- Arsi occidentale
- Bale
- Bale orientale
- Borena
- Buno Bedele
- Guji
- Guji occidentale
- Hararge occidentale
- Hararge orientale
- Horo Gudru Wellega
- Ilu Aba Bora
- Jimma
- Kelem Welega
- Shewa occidentale
- Shewa orientale
- Shewa settentrionale
- Shewa sud-occidentale
- Welega occidentale
- Welega orientale
- Finfine (woreda speciale)

### Regione dei Popoli Etiopi del Sud-Ovest
- Bench Sheko
- Dawuro
- Kefa
- Mirab Omo
- Sheka
- Konta (woreda speciale)

### Regione di Sidama
- Nessuna zona

### Regione dei Somali
- Afder
- Daawa
- Doolo
- Erer
- Fafan
- Jarar
- Korahe
- Liban
- Nogob
- Shabelle
- Siti

### Regione dei Tigrè
- Debubawi (o Tigrè meridionale)
- Debub Misraqawi (o Tigrè sud-orientale)
- Mehakelegnaw (o Tigrè centrale)
- Mi'irabawi (o Tigrè occidentale)
- Misraqawi (o Tigrè orientale)
- Semien Mi'irabawi (o Tigrè nord-occidentale)
- Macallè (woreda speciale)